# Морен, Эдмон

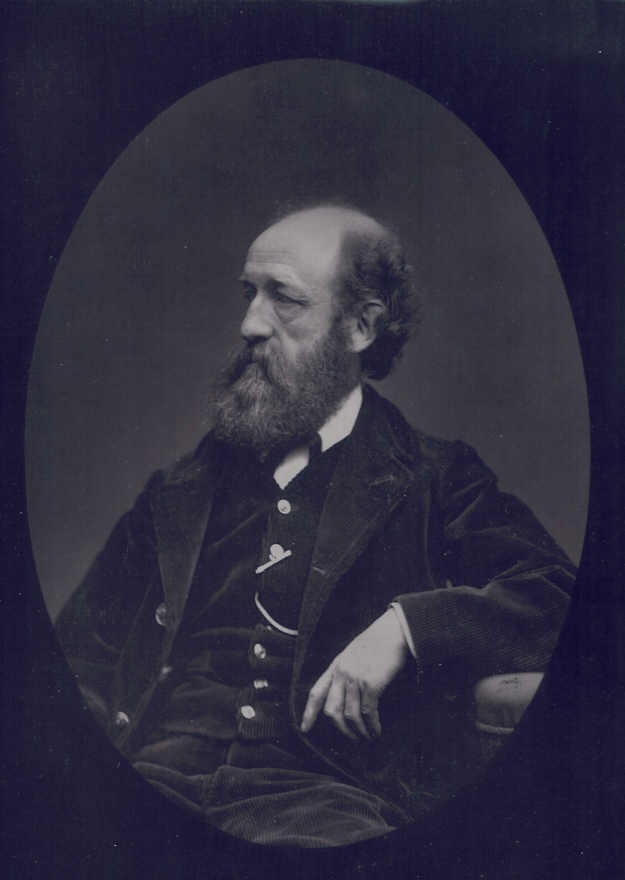
Эдмон Морен,
фотография Этьена Каржи, ок. 1878

Эдмо́н Александр Море́н (фр. Edmond Alexandre Morin; 1824, Гавр — 1882, Со (О-де-Сен)) — французский иллюстратор; гравёр-аквафортист и живописец пейзажей.
В юности готовился посвятить себя коммерции, но, приехав в 1846 году в Париж, пристрастился к искусству и учился рисованию и живописи некоторое время у Ш. Глэра. Помещал рисунки в «Journal amusant» и «Musée Cosmopolitique».
В 1851 году отправился в Лондон, где в течение пяти лет работал для «The Illustrated London News», а затем возвратился в Париж и сотрудничал в «Le Monde illustré», «Vie parisienne» и некоторых других периодических изданиях.
С 1865 года выставлял на парижских годичных салонах свои картины, писанные масляными красками, и акварели с пейзажами северной Франции.

## Иллюстрации
Его иллюстрациями, число которых вообще простирается до громадной цифры, украшены, например, такие сочинения:
- Фёйе де Конша «Contes d’un vieil enfant» (1859),
- Альберта де Лассаля (Albert de Lasalle) «L’hôtel des haricots: maison d’arrêt de la Garde nationale de Paris» (скан),
- Жозефа Meри, «Comédie des animaux» (изд. 1886).

Кроме того выполнил офорты собственной композиции для:
- «Aventures de m-lle Mariette» Шанфлёри (изд. 1856),
- роскошного издания «Хроники царствования Карла IX» Мериме,
- «Песней» Гюстава Надо.